# Molla Wagué
Molla Wagué,  né le 21 février 1991 à Vernon, est un footballeur international malien qui joue au poste de défenseur central.

## Biographie

### Carrière en club

#### SM Caen (2011-2014)
Issu du centre de formation de Caen, Molla Wagué signe son premier contrat professionnel lors de la saison 2011-2012. Il fait sa première apparition en Ligue 1 en remplaçant Heurtaux contre Dijon. Puis, il est titulaire lors du match suivant, où il s'illustre par une bonne performance et un but inscrit contre Ajaccio.

#### Grenade CF (2014-2017)
Après 3 saisons passées avec le Stade Malherbe de Caen, et malgré la montée en Ligue 1, il refuse une prolongation de contrat de son club formateur et part s'engager à Grenada CF.
Le 10 juillet 2014, il rejoint la Serie A et l'Udinese en prêt. Pour sa première apparition en Serie A, il est aligné au poste d'arrière droit face à la Sampdoria (16e journée, 2-2). Il enchaîne huit titularisations entre la 23e et la 30e journée avant d'être victime de problèmes musculaires. Il apparaît une dernière fois lors de la dernière journée face à Cagliari (défaite 4-3), concluant sa première saison en Italie avec 10 apparitions et 2 buts inscrits. 
Il gagne du temps de jeu lors de la saison 2015-2016 au sein de la défense à trois mise en place par Stefano Colantuono. Sur la phase aller, il est titulaire à 12 reprises. Sa deuxième partie de saison est plus compliquée, perturbée par de nouveaux ennuis musculaires et la concurrence à son poste de Thomas Heurtaux, Danilo Larangeira, Felipe et Iván Piris. Il conclut finalement la saison avec 21 apparitions dont 20 titularisations.
Giuseppe Iachini arrive au poste d'entraîneur pour l'exercice 2016-2017 et fait confiance à la charnière centrale Danilo-Felipe. Wagué évolue pour la première fois sous ses ordres au poste d'arrière droit à la suite de la blessure de Widmer face au Chievo Vérone (4e journée, défaite 1-2). Il enchaîne seulement quatre titularisations entre la 11e et la 14e journée en défense centrale. 

##### Prêt à Leicester
Le 31 janvier 2017, il est prêté avec option d'achat à Leicester City. Il fait ses débuts lors d'un match de FA Cup contre Millwall (défaite 1-0). Touché à l'épaule, il sort du terrain après 70 minutes de jeu. Il est forfait pour le reste de la saison à la suite de cette blessure et ne réapparaît pas sous le maillot des Foxes.

#### Udinese Calcio (2017-2019)
Le 1er juillet 2017, il rejoint définitivement l'Udinese en signant un contrat qui le lie au club jusqu'en 2019. Le 31 août, il est prêté en compagnie d'Oréstis Karnézis à Watford jusqu'à la fin de la saison. Lors du mercato hivernal, le club anglais recrute Gerard Deulofeu et Didier Ndong et compte 18 joueurs étrangers dans son effectif alors que la limite est fixée à 17. Wagué n'est alors pas inscrit sur la liste des joueurs amenés à participer à la Premier League lors de la deuxième partie de saison, le club enregistrant notamment le retour de blessure de Craig Cathcart à son poste.
De retour en Italie, il ne parvient pas à gagner la confiance de l'entraîneur Julio Velázquez et prend place sur le banc. Avec seulement 94 minutes de jeu à son actif sur la première partie de saison, il est prêté à Nottingham Forest, évoluant en Championship, le 31 janvier 2019. 

#### FC Nantes (2019-2022)
Le 17 juillet 2019, il s'engage avec le FC Nantes pour 3 ans contre un million d'euros. Il débute titulaire lors de la première journée de championnat à Lille (défaite 2-1). Doublure de la charnière centrale composée de Nicolas Pallois et Andrei Girotto, il ne participe qu'à neuf rencontres de Ligue 1 lors de la saison 2019-2020. Il est prêté avec option d'achat à l'Amiens SC, évoluant en Ligue 2, le 10 septembre 2020.

#### RFC Seraing (2022)
Le 12 janvier 2022, il s'engage avec le RFC Seraing pour un contrat de 6 mois. Il débute titulaire lors de la 23e journée de championnat à Saint-Trond (défaite 3-1). Il ne participe qu'à 3 rencontres de Division 1A lors de la saison 2021-2022.
Le 7 février 2022, il rompt son contrat avec le RFC Seraing. Cette décision a été prise de commun accord, pour convenance privée du joueur.

## Carrière en sélection
Molla Wagué participe à la Coupe d'Afrique des nations 2013 avec l'équipe du Mali. Il reçoit sa 1re sélection en équipe nationale le 20 janvier 2013, lors d'un match face au Niger.

## Statistiques
| Saison                | Club                     | Championnat           | Championnat | Championnat | Coupe nationale | Coupe nationale | Coupe de la Ligue | Coupe de la Ligue | Mali | Mali | Total | Total |
| Saison                | Club                     | Division              | M.          | B.          | M.              | B.              | M.                | B.                | M.   | B.   | M.    | B.    |
| 2011-2012             | SM Caen                  | Ligue 1               | 5           | 1           | 1               | 0               | 2                 | 0                 | -    | -    | 8     | 1     |
| 2012-2013             | SM Caen                  | Ligue 2               | 20          | 2           | -               | -               | 3                 | 1                 | 5    | 0    | 28    | 3     |
| 2013-2014             | SM Caen                  | Ligue 2               | 24          | 1           | -               | -               | 1                 | 0                 | 2    | 0    | 27    | 1     |
| Sous-total            | Sous-total               | Sous-total            | 49          | 4           | 1               | 0               | 6                 | 1                 | 7    | 0    | 63    | 5     |
| 2014-2015             | Udinese Calcio           | Serie A               | 10          | 2           | -               | -               | -                 | -                 | 5    | 2    | 15    | 4     |
| 2015-2016             | Udinese Calcio           | Serie A               | 21          | 0           | -               | -               | -                 | -                 | 6    | 2    | 27    | 2     |
| 2016-2017             | Udinese Calcio           | Serie A               | 6           | 0           | -               | -               | -                 | -                 | 5    | 0    | 11    | 0     |
| 2017-2018             | Udinese Calcio           | Serie A               | 1           | 0           | 1               | 0               | -                 | -                 | -    | -    | 2     | 0     |
| 2018-2019             | Udinese Calcio           | Serie A               | 2           | 0           | 1               | 0               | -                 | -                 | -    | -    | 3     | 0     |
| Sous-total            | Sous-total               | Sous-total            | 40          | 2           | 2               | 0               | 0                 | 0                 | 16   | 4    | 58    | 6     |
| 2016-2017             | Leicester City (prêt)    | Premier League        | -           | -           | 1               | 0               | -                 | -                 | -    | -    | 1     | 0     |
| Sous-total            | Sous-total               | Sous-total            | -           | -           | 1               | 0               | -                 | -                 | -    | -    | 1     | 0     |
| 2017-2018             | Watford FC (prêt)        | Premier League        | 6           | 1           | 1               | 0               | -                 | -                 | 5    | 0    | 12    | 1     |
| Sous-total            | Sous-total               | Sous-total            | 5           | 1           | 1               | 0               | -                 | -                 | 5    | 0    | 11    | 1     |
| 2018-2019             | Nottingham Forest (prêt) | Championship          | 11          | 3           | -               | -               | -                 | -                 | 6    | 0    | 17    | 3     |
| Sous-total            | Sous-total               | Sous-total            | 11          | 3           | -               | -               | -                 | -                 | 6    | 0    | 17    | 3     |
| 2019-2020             | FC Nantes                | Ligue 1               | -           | -           | -               | -               | -                 | -                 | -    | -    | 0     | 0     |
| Sous-total            | Sous-total               | Sous-total            | -           | -           | -               | -               | -                 | -                 | -    | -    | 0     | 0     |
| Total sur la carrière | Total sur la carrière    | Total sur la carrière | 106         | 10          | 5               | 0               | 6                 | 1                 | 34   | 4    | 151   | 15    |